# Camallanida
Camallanida (ook wel genoemd Spirurida) vormden een orde van rondwormen (Nematoda). Het zijn draadvormige rondwormen die leven als parasiet in gewervelde dieren zoals vissen en soms ook zoogdieren. De Guineaworm (Dracunculus medinensis), die de ziekte Dracunculiasis veroorzaakt, behoort tot deze orde.

## Indeling
De orde Camallanida bestaat uit de superfamilies Camallanoidea en Dracunculoidea. Volgens moderne inzichten worden beide superfamilies opgevat als taxa die onderdeel zijn van de orde Spirurida. 
- Superfamilie Camallanoidea 
  - Familie Camallanidae
- Superfamilie Dracunculoidea
  - Familie Anguillicolidae
  - Familie Daniconematidae
  - Familie Dracunculidae (oa. Guineaworm)
  - Familie Philometridae
  - Familie Skyrjabillanidae